# ミニ・リボルバー
ミニ・リボルバー（英: Mini Revolver）は、アメリカのノース・アメリカン・アームズ社（以降、NAA社）が開発した回転式拳銃である。

## 概要
その名称通り、極限まで小型化されたボディが特徴で、ロバート F.ベイカーによる設計を原案としており、その原型となった当初のモデルは、フリーダム・アームズ社によって製造・販売が行われ、その後、ロック機構の異なる改良モデルがNAA社より製造される事となった。1974年には、先ず22Sが発売され、これが好評だった事から、2年後の1976年には更に22LRと22Mを発売した。

## 特徴
半月型のフロントサイトを備え、フレームはシリンダーを取り囲む一体成型のソリッドフレームとなっており、シリンダーの前後に貫通した穴にシリンダーピンを差し込んでネジで止める事で固定されるシンプルな構造である。弾薬の排莢の際は、このシリンダーピンをエジェクター代わりに用いる。作動方式はシングルアクションオンリーで、ハンマーのメインスプリングはかなり強い上、トリガーガードは装備されておらず、代わりにトリガーの左右を突出したフレームの一部がカバーするシャーシド・トリガーガードを設けている。又、小さなグリップ故握り辛く、指を伸ばして反動を抑えようとすると、シリンダーギャップから刃状に噴き出す燃焼ガスで、指先の皮膚が裂けてしまう事があるという。
口径は全てのモデルで.22口径で、使用弾薬は.22ショート弾、.22ロングライフル弾、.22ウィンチェスター・マグナム・リムファイア弾で、銃身長は1.13インチモデル、1.63インチモデルのバリエーションがある。

## 基本モデル
22LRと22Mはそれぞれ標準となる銃身長のモデルがあり、それより長い場合はL（Long）、短い場合はS（Short）と付く表記法となる。
他にも、折り畳み式のホルスターを兼ねるグリップを備えたHG（Holster Grip）モデル、中央部に銃本体を収める事が可能なカスタムキャリーベルトバックルが付属したBBOモデル、同じく組み合わせる事で携行が可能なカスタムキャリースケルトンバックルが付属したBBSモデルがラインナップされている。

### NAA-22S
.22ショート弾モデル。バリエーションは1.13インチモデルのみで、年間限定で生産されている。

### NAA-22LR
.22ロングライフル弾モデル。1.13インチモデルが標準となっており、バリエーションとしては1.63インチモデルの22LLR、HGモデル（22LR-HG、22LLR-HG）やBBOモデル（22LR-BBO）、BBSモデル（22LR-BBS）がラインナップされている。

### NAA-22M
.22ウィンチェスター・マグナム・リムファイア弾モデル。標準となっているのは1.63インチモデルで、1.13インチモデルの22MS、そのBBSモデルである22MS-BBSやHGモデル（）の他、基本モデルとしては最もバリエーションが多く、.22LR弾と.22WMR弾、双方を使用可能な22MC、22MSCと言ったC（Conversion）モデル、銃身部にマグナポートを備えたP（Ported）モデル、スケルトンハンマー、ラバーペブルドグリップ、スタライズドシリンダー、ベンチレーテッドリブ付き銃身を備えたステンレス製のTW（The Wasp）モデルがラインナップとして存在している。

## 派生モデル

### パグ
1インチのヘビーバレル、スリップオン・ラバーペブルグリップを備えたステンレス製モデル。XSホワイト・ドットサイトを備えたPUG-D（Dot）モデルとXSトリチウムサイトを備えたPUG-T（Tritium）モデルに大まかに分けられ、それぞれCモデルやPモデルもラインナップされている。

### ブラックウィドウ

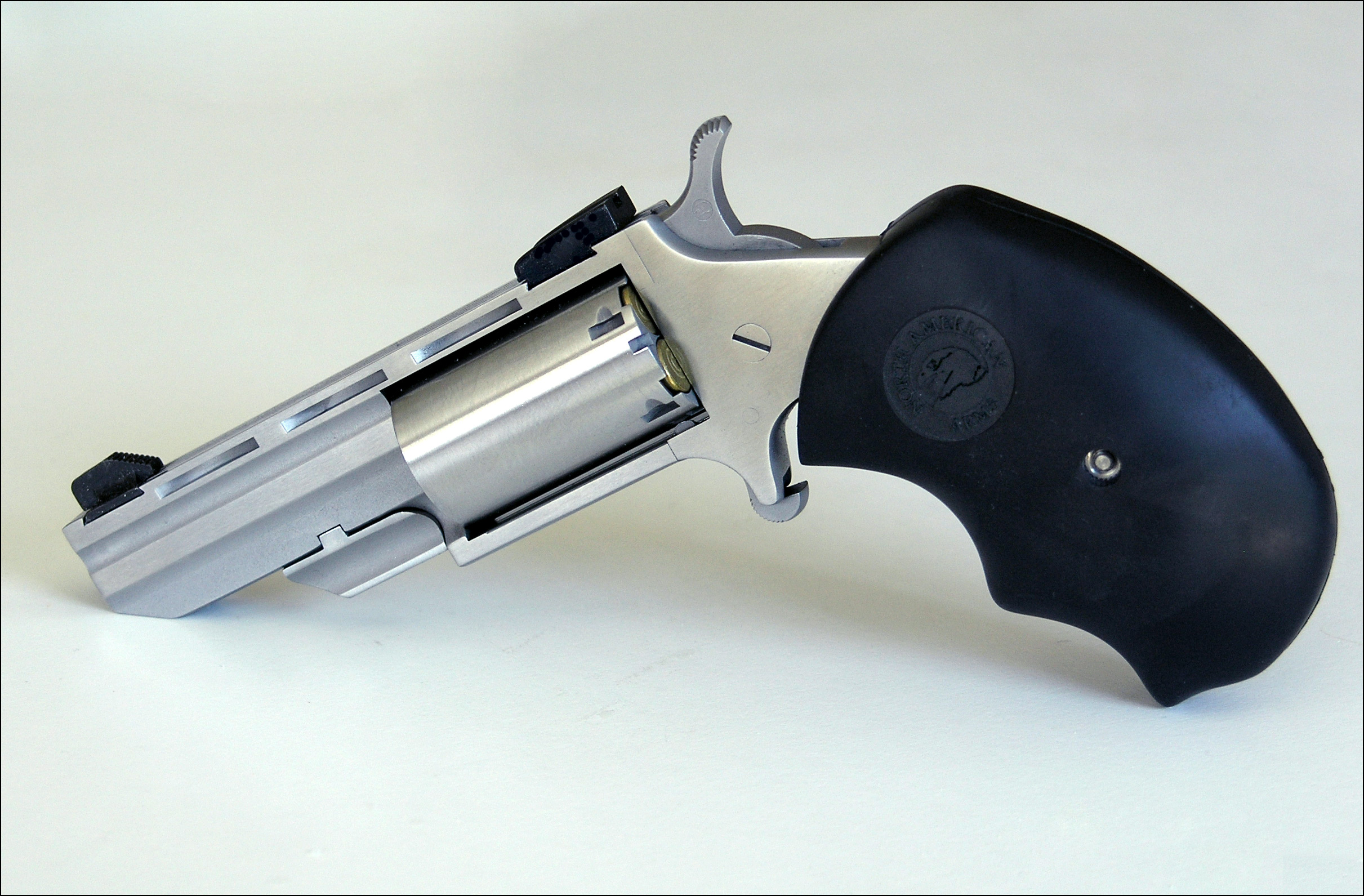

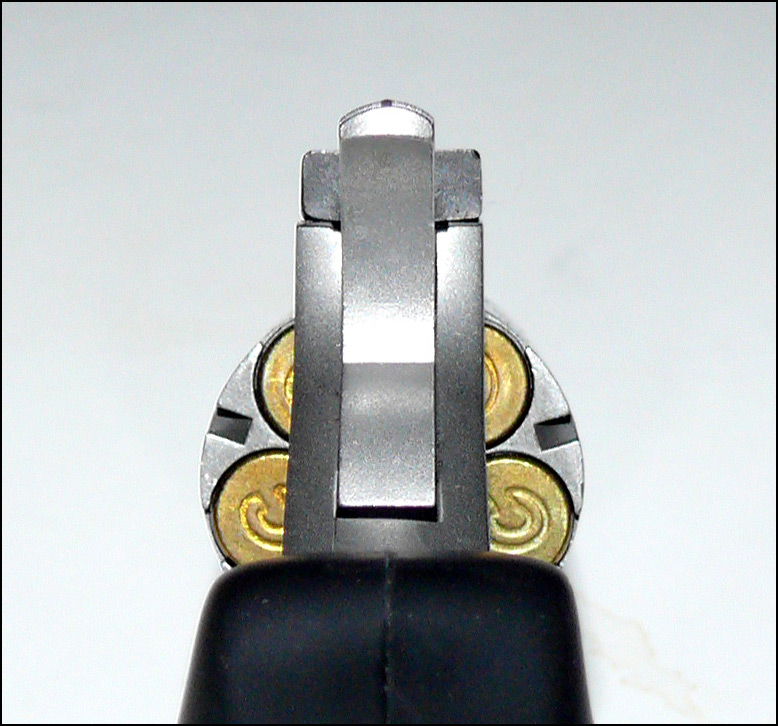

2インチのヘビーベントバレル、大柄なブラックラバーグリップ、ノンフルーテッドシリンダー、マーブルアームズ社製固定式サイトを備えた射撃競技向けモデル。バリエーションとしては、.22LR弾モデルや.22WMR弾モデル、Cモデルの他、アジャスタブルサイトを備えたA（Adjustable）モデルや、フレームにPVDコーティングが施されたモデルも存在している。

### ミニマスター
ブラックウィドウと同じ射撃競技向けモデルだが、ブラックウィドウよりも長い4インチのヘビーベントバレルを備えたモデル。.22LR弾モデルや.22WMR弾モデルの他、アジャスタブルサイトを備えたTモデル、Cモデルも存在している。

### 1860
八角柱状のヘビーオクタゴナルバレルやローズウッドブーツグリップ等、1860年代のパーカッションリボルバーを思わせる外観のステンレス製モデル。使用弾薬のバリエーションは.22WMRのみ（Cモデルも存在）で、2.5インチバレルでシェリフ（1860-250）、3インチと4インチバレルでアール（1860-3、1860-4）、6インチバレルでホッグレッグ（1860-6）と銃身長毎にも分けられている。又、シェリフは銃身下部に押しボタン式ラッチを備えているが、アールとホッグレッグではフェイクローディングレバーとなっている。

### コンパニオン
シリンダーは前方より黒色火薬と鉛弾を分けて装填を行うパーカッション方式となったモデル。22LRをベースとした22LR-CB、22Mをベースとした22M-CBの他、レザー弾丸ポーチ、南北戦争時代のレプリカフラップホルスター、弾丸ニップルを取り付けた追加のシリンダー等の追加キットが付属したK（Kit）モデル、1860-4（アールモデル）をベースとした1860-４-CBがラインナップされている。

### ディストリビューター・エクスクルーシヴス
カスタム銃のバッチを注文する事で、通常よりも低い価格で販売される特別モデル。

### レンジャーⅡ

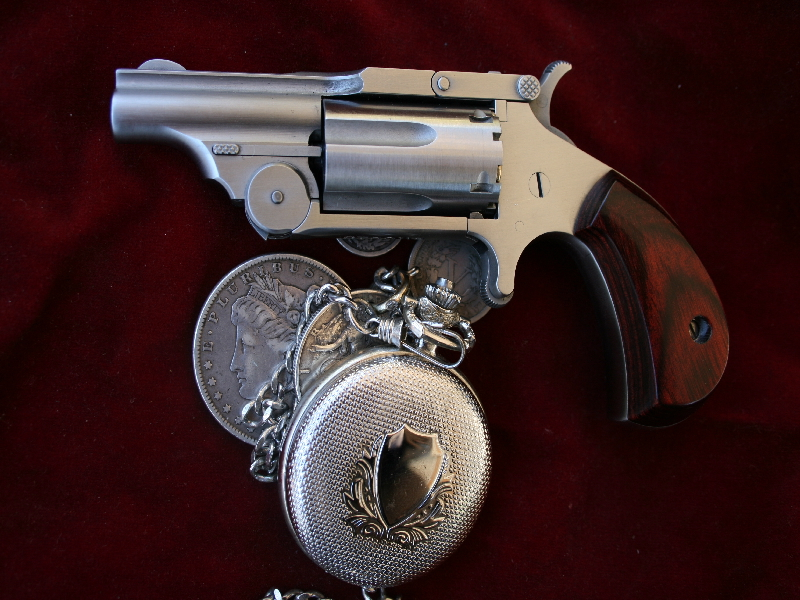

22Mをベースとしたブレイクオープン式モデル。銃身長のバリエーションは通常の1.63インチモデルに、R250とR4が存在する他、それぞれCモデルも設けられている。

### サイドワインダー
1.5インチバレルを備えたスイングアウト式モデル。銃身長のバリエーションは、他に2.5インチモデルと4インチモデルが存在し、それぞれCモデルも設けられている。